# Télévision au Luxembourg
La télévision au Luxembourg est introduite en 1955 avec le lancement de la chaîne de télévision Télé-Luxembourg. Dans le pays, 95 % des ménages reçoivent la télévision par le câble en 2015.

## Histoire
Le 23 janvier 1955, la société privée Compagnie luxembourgeoise de télédiffusion (CLT) lance la première chaîne de télévision luxembourgeoise Télé Luxembourg. Télé-Luxembourg est inaugurée par la grande-duchesse Charlotte de Luxembourg le jour de son 59e anniversaire en présence de son époux le prince Félix de Bourbon-Parme. L'émetteur utilisé est celui de Dudelange, adapté à la télédiffusion. 
En 1980, la station ajoute le préfixe « RTL » à son nom pour devenir RTL Télé Luxembourg. Elle conserve ce nom jusqu'en 1982, date à laquelle elle devient RTL Télévision. La chaîne est recevable en Belgique jusqu'au 11 septembre 1987, date à laquelle la fréquence d'émission utilisée est cédée à RTL-TVI et continue à destination des téléspectateurs luxembourgeois et français jusqu'en mars 1991, date à laquelle elle devient RTL TV qui a une variante en Lorraine connue sous le nom de RTL Lorraine, qui n'a duré que jusqu'en septembre 1991. En raison de conflits internes, RTL TV a transmis son service public au Luxembourg le 21 octobre 1991 à RTL Hei Elei, nom qu'elle a conservé jusqu'à l'automne 2001, date à laquelle elle a été rebaptisée RTL Télé Lëtzebuerg, avant d'être rejointe par une deuxième chaîne nationale en 2004, Den 2. RTL qui est aujourd'hui RTL Zwee.
En 1997, la CLT fusionne avec UFA Film- und Fernseh GmbH, filiale de Bertelsmann, basée à Hambourg, en Allemagne, pour créer l'entreprise commune CLT-UFA. La CLT-UFA fusionne en 2000 avec Pearson Television et est intégrée au groupe RTL, dont le siège se trouve à Kirchberg.

## Programmation en luxembourgeois
La première émission en langue luxembourgeoise est diffusée le 21 septembre 1969 avec l'émission hebdomadaire de 45 minutes Hei Elei, Kuck Elei (traduisible par « Hé là, regardez ça »), diffusée tous les dimanches jusqu'en 1991, date à laquelle elle est remplacée par une émission quotidienne d'une heure. Une chaîne de télévision diffusant entièrement en luxembourgeois est également créée la même année sous le nom RTL Hei Elei, aujourd'hui RTL Télé Lëtzebuerg.

## Technologies

### Télévision par câble
Les principaux câblo-opérateurs au Luxembourg sont :
- Eltrona
- SFR Luxembourg
- PostTV Luxembourg
- Orange Luxembourg (détenu par Orange Belgium)
- Tango (détenu par Proximus)

### Télévision par satellite
La Société européenne des satellites (SES) est créée à l'initiative et avec le soutien du gouvernement luxembourgeois en 1985. La société a son siège dans le château de Betzdorf (en), qu'elle a acquis en 1986. En 1988, la SES devient le premier fournisseur européen de satellites en lançant le satellite Astra 1A. RTL Plus, chaîne créée au Luxembourg, mais ayant déménagé son siège à Cologne en janvier 1988, est présente lors du lancement le 8 décembre 1989.

### Télévision numérique terrestre
Les chaînes suivantes sont diffusées par le système DVB-T à partir de l'émetteur de Dudelange :
- RTL Télé Lëtzebuerg (canal 27)
- RTL Zwee (canal 27)
- RTL-TVI (Belgique) (canal 24)
- Club RTL (Belgique) (canal 24)
- Plug RTL (Belgique) (canal 24)
- RTL 4 (Pays-Bas) (canal 24)
- RTL 5 (Pays-Bas) (canal 24)
- RTL 7 (Pays-Bas) (canal 24)
- RTL 8 (Pays-Bas) (canal 21)